# Figliola
Figliola è una frazione del comune di Crognaleto, in provincia di Teramo, esposto verso la catena del Gran Sasso e la sottostante valle del Vomano. 

## Geografia fisica
Il borgo è sito alle pendici dei Monti della Laga, nel territorio della Comunità Montana Gran Sasso e del Parco Nazionale del Gran Sasso e Monti della Laga. 

Si trova tra Crognaleto, San Giorgio e Aiello e si raggiunge per mezzo di una strada, da poco asfaltata, che si dirama dalla Provinciale nei pressi di San Giorgio (Crognaleto) e di Rocca Roseto (1258). 

## Origini del nome
L'origine del nome secondo il Palma, deriverebbe da Filiola ossia filoncini di acqua. 

Le case sono in gran parte in pietra, alcune sono state ristrutturate come abitazioni estive. 

## Storia
In passato il paese faceva parte dello Stato della Montagna di Roseto appartenente al ducato di Atri. 
Nel 1813 fu annesso al comune di Crognaleto.
Il 22 aprile 1684, ai tempi del brigantaggio, alcuni di questi si recarono nel castello di San Giorgio dove però sostarono solo i capi, Titta Colranieri e Santuccio Di Froscia con pochi altri, mentre il resto della banda si sparpagliava per i paesi di Figliola, Aielli (oggi Aiello), Macchia (Macchia Vomano), Crognaleto, Cesacastina, Cervaro, Valle Vaccaro e Frattoli, con l'intenzione di recarsi in seguito a Poggio Umbricchio. 
Ma il rumore dei cannoni dei soldati regolari che avanzavano, fecero scappare i briganti che cercarono rifugio sulle montagne dello Stato Pontificio. 
Il primo maggio 1684 i soldati entrarono in Poggio Umbricchio. Ma appena i soldati se ne andarono i briganti raggiunsero di nuovo questi territori. 
Nel 1804 gli abitanti erano 36 come si legge nel Dizionario topografico della Provincia di Teramo pubblicato nel 1804 da Luigi Ercole. Figliola apparteneva alla parrocchia di Macchia (Macchia Vomano) insieme con Aiello che nel 136 contava 254 anime totali. La chiesa è dedicata a S. Maria Maddalena.